# Ion Cupă
Ion Cupă (n. 17 august 1968

) este un deputat român, ales în 2012 din partea Partidului Democrat Liberal.
În timpului mandatului, a făcut parte din următoarele grupuri parlamentare: grupul parlamentar al Partidului Democrat Liberal (între 19 decembrie 2012 și 9 aprilie 2013), grupul parlamentar al Partidului Național Liberal (între 9 aprilie 2013 și 2 iulie 2014), deputați neafiliați (între 2 iulie 2014 și 1 septembrie 2014) și grupul parlamentar Liberal Conservator (PC-PLR) (din 1 septembrie 2014). În 2016, a fost ales din nou pe listele ALDE.